# Wapalta
Wapalta (читается «вапа́льта») — браузер 2007 года с каталогом по информационным и развлекательным ресурсам интернета. Распространялся бесплатно по схеме demoware (shareware) и предназначен для мобильных телефонов с поддержкой Java MIDP 2.0. Техническое решение связано со сжатием трафика и позволяет увеличивать скорость загрузки страницы. В 2012 году проект был закрыт.

## История
Работа над проектом Wapalta была начата в феврале 2006 года. Первоначально проект ограничивался созданием мобильной электронной почты, первая версия которой была запущена в апреле 2007 года.
К осени 2008 года версия приложения 3.51 включала помимо мобильной электронной почты переписку в сетях Одноклассники.ru и ВКонтакте на мобильном телефоне. Общее число пользователей программы «Альтернативная мобильная почта WapAlta» достигло более 100 тыс. и продолжает постоянно расти.
1 декабря 2008 года была запущена новая версия 4.00 «Wapalta — сеть в кармане» с обновлённым интерфейсом и набором платных возможностей для пользователей. Все приложения, доступные пользователям в предыдущей версии, остались бесплатными и в новой (электронная почта и переписка в сетях Одноклассники и Вконтакте).
В июне 2009 года была запущена новая мобильная социальная сеть «Wapalta — сеть в кармане», интегрированная в информационно-развлекательный сервис.
21 июля 2012 года социальная сеть WapAla была переведена в режим только чтение.
22 июля 2012 года проект закрыт.

## Разделы браузера-каталога Wapalta

Пять разделов главного меню включают в себя следующие популярные приложения:
- общение: электронная почта, ВКонтакте, Одноклассники, чат, форум, ICQ;
- база знаний: библиотека, Википедия, словари, программа ТВ, афиша;
- развлечения: знакомства, мега-слайды, анекдоты, байки, тосты, законы Мёрфи;
- транспорт: камеры на дорогах, пробки на дорогах, поиск маршрута, карта местности, электрички, ж/д билеты;
- молния: новости, погода, RSS-подписка, гороскопы, курсы валют.

## Принципы работы

### Архитектура
Браузер-каталог «Wapalta» использует клиент-серверную архитектуру.
В программе можно выделить две основные части:
1. Первая (большая и невидимая) — это серверная часть, которая делает огромное количество операций по получению, обработке, адаптации и сжатию информационных пакетов, подготавливает почту для отправки на мобильный телефон.
2. Вторая часть запускается непосредственно на мобильном телефоне, принимает и распаковывает пакеты данных, осуществляет саму работу с почтовыми сообщениями.

Клиентские приложения программы Wapalta представлены для J2ME MIDP 2.0.

### Особенности
- Программа автоматически сжимает всю пересылаемую информацию: сокращается трафик, и уменьшается время загрузки.[2]
- Любая информация подстраивается под размер экрана мобильного телефона.
- При работе с электронной почтой настройка всех параметров доступа происходит автоматически. Программа работает со всеми ящиками и позволяет просмотреть вложенные файлы.
- Поддержка сервиса ICQ реализована на серверной части Wapalta, что обеспечивает функционирование клиентских приложений при смене протокола OSCAR.
- При повторном открытии загруженной из интернета информации не нужно снова устанавливать соединение. Если книга была уже один раз закачана в библиотеку, то она автоматически сохраняется в памяти телефона.
- Пять разделов главного меню включают в себя все наиболее популярные мобильные приложения
  - «База знаний» новости, погода, библиотека, словари, энциклопедии, курсы валют, RSS-читалка, базы данных;
  - «Общение» электронная почта, ВКонтакте, Одноклассники, бесплатные SMS, чат, ICQ;
  - «Сеть в кармане» мини-блог, список друзей, личные почта, общий и приватный чат, форум;
  - «Развлечения» картинки, приколы и юмор, музыка, мобильные игры, мобильный софт, программа ТВ, гороскопы;
  - «Навигация» веб-камеры на дорогах, карта местности, пробки на дорогах, ж/д билеты.

## Награды
- В мае 2008 года приложение Wapalta было признано лучшим инновационным проектом Санкт-Петербурга.[7][8]
- В июне 2008 года проект Wapalta занял третье место на международном конкурсе инновационных разработок Novum.[9]
- В июне 2009 года проект «Wapalta — Сеть в кармане» получил Приз зрительских симпатий на общероссийском конкурсе «Бизнес инновационных технологий».[10]
- В августе 2009 года журнал «CHIP» присудил Wapalta восьмое место в десятке лучших российских приложений и сервисов для мобильных телефонов.[11]
- По версии журнала «Мобильный контент» Wapalta вошла в список 15 лучших приложений для мобильного телефона.[2]